# Charles Buet
Charles Buet, né à Chambéry (Savoie) le 23 octobre 1846 et mort à Paris le 23 novembre 1897, est un écrivain et journaliste français.
Il fut l'auteur de romans historiques dont l'action était souvent liée à la Savoie et à ses légendes. Il a écrit des articles sous de nombreux pseudonymes : Gaston Bois-Dupré, Capitaine Némo, Vindex, notamment.

## Biographie
Fils d'un épicier de Saint-Jean-de-Maurienne, Charles Buet fit ses études au collège de Saint Pierre-d’Albigny avant d'étudier brièvement à la Faculté de Lyon, et de devenir correspondant du Courrier des Alpes et du Journal de la Savoie. En 1867, il fut embauché à L'Univers, journal ultramontain et volontiers polémique dirigé par Louis Veuillot. Il subit également l'influence du philosophe catholique Ernest Hello.
Buet fit un bref séjour à La Réunion, où il collabora au journal catholique local La Malle et, accusé par des périodiques concurrents d'histoires de mœurs, fut à l'origine d'émeutes qui eurent lieu à la fin novembre 1868, à la suite desquelles il dut quitter l'île. Il publia un ouvrage de souvenirs sur ce séjour (Trois mois à l’île Bourbon, Journal d’un étudiant), ainsi que deux livres sur Madagascar, où il n'était jamais allé. Il voyagea également en Égypte où il rencontra sa future femme, également savoyarde et sœur des explorateurs Ambroise et Jules Poncet. À partir de 1869, il publia de nombreux romans à prétentions morales, des romans historiques, des contes, et fit jouer en 1881 une pièce de théâtre, Le Prêtre, au théâtre de la Porte-Saint-Martin. Profondément catholiques et conservateurs, ses ouvrages sont aujourd'hui souvent oubliés.

## Un salon littéraire
À Paris, il fréquentait le café Banier, célèbre café littéraire installé  alors rue des Saints-Pères et il tenait un salon littéraire avenue de Breteuil (VIIe arrondissement) où il recevait beaucoup d'écrivains catholiques, volontiers polémistes, qui exerçaient sur lui une influence sensible dans ses articles. S'y réunissaient Jules Barbey d'Aurevilly, Léon Bloy (avec qui il se fâcha en 1892 à propos de la tombe de Barbey d'Aurevilly), François Coppée, Joris-Karl Huysmans, Jean Lorrain, Laurent Tailhade, Jean Moréas, l'occultiste Stanislas de Guaïta, la cantatrice sur le retour Roselia Rousseil, mais aussi toute une bohème que ses inclinations politiques portaient davantage vers l'anarchisme, comme Félix Fénéon, Paul et Victor Margueritte ou Oscar Méténier. Sarah Bernhardt y était reçue et Gustave Guiches y a "fait ses classes" d'apprentissage de la vie parisienne.
Huysmans, qui a pris Buet comme modèle de M. Chantelouve dans Là-Bas, évoque cette foule hétéroclite et bigarrée : « Le plus bizarre ramas de gens : des cuistres de sacristie et des poètes de caboulots, des journalistes et des acteurs, des partisans de la cause Naundorff et des placiers en sciences louches... Chantelouve était cordial, d'esprit grassouillet, d'entrain pressant. Il inquiétait bien un peu les analystes par son regard de bagne qui passait quelquefois sous les verres fumés de son binocle. » Quant à Jean Lorrain, il écrivait à Oscar Méténier au sujet de Buet : « Il est trop laid, trop bas d'instinct, trop sacristain de petite église... Il est vicieux avec gloutonnerie par égoïsme et cochonaillant. »

## Retour en province
Des difficultés financières le contraignirent à quitter Paris pour retourner en Savoie, à Thonon-les-Bains. Il écrivit des romans historiques non dénués d'invention qui eurent un certain succès. Il fut accepté par les sociétés savantes locales comme historien savoyard et devint membre effectif de l’Académie de Savoie le 16 mars 1882, vice-président de l’Académie chablaisienne.
En 1894, il retourna à Paris où il mourut, en 1897, à l’âge de 51 ans, quatre mois après son épouse.

## Livres
- À Bord du "Mariotis", notes d'un voyageur, 1874
- L’Honneur du nom, librairie de Blériot et Gautier, 389 p., 1876
- Les Ducs de Savoie (1878) (réédition 2007), éd. La Grande Fontaine. Chroniques.
- Les Ducs de Savoie aux XVe et XVIe siècles, 1878
- La Papesse Jeanne : réponse à M. Emmanuel Rhoïdis, 1878 (étude historique)
- Les Chevaliers de la Croix-Blanche, 1880
- La Dime : la corvée et le joug, 1882
- L' Amiral de Coligny et les guerres de religion au XVIe siècle, 1882
- Le Prêtre, pièce en 5 actes et 6 tableaux, dessins de Georges Sauvage, Paris, Victor Palmé, 1882.
- Madagascar, la reine des îles africaines, 1883
- Six mois à Madagascar, 1884
- Les Mensonges de l'histoire : Louis XI et l'unité française : les Guise et Coligny - Les derniers jours de Coligny : Étienne Marcel et le dauphin Charles : l’ouvrier du temps jadis, 1884
- Médaillons et camées, 1885 (poésie)
- La Jeanne des hosties, 1887
- Les Savoyards au cœur de l'Afrique.., 1887
- Les premiers explorateurs français du Soudan équatorial : Alexandre Vaudey, Ambroise et Jules Poncet, 1887
- Barbey d'Aurevilly : impressions et souvenirs, 1891
- L'Aînée, Gand : A. Siffer, 1893

- Prix Lambert 1895 .
Les Frontmarqués
- Figure de prêtre, scènes de la vie cléricale, 1900
- Un brave !, : drame en un acte, 1900
- Les Congrégations et leurs détracteurs, 1901
- Un moderne gothique, T. Lybaert, 1902